# 纳坦·拉赫林

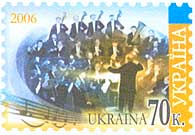
乌克兰邮票上的拉赫林

纳坦·格里戈里耶维奇·拉赫林（俄语：Натан Григорьевич Рахлин，1906年1月10日［儒略曆1905年12月28日］—1979年6月28日）是乌克兰出身的苏联指挥家。 

## 生平
出生于斯諾夫斯克的一个犹太人家庭。1920年至1923年在苏联红军服役。1923年至1927年在基辅音乐学院跟随大卫·别尔季耶学习小提琴，跟随亚历山大·奥尔洛夫学习指挥。毕业后在列宁格勒深造。1932年至1934年在哈爾科夫无线电管弦乐团担任指挥。之后在基輔、莫斯科、喀山、頓涅茨克的乐团参与演出。1937年至1941年，以及1946年至1962年担任乌克兰国立管弦乐团首席指挥。1941年至1945年担任苏联国立交响乐团首席指挥。1948年获苏联人民艺术家荣誉称号。
1957年指挥了肖斯塔科维奇《第11號交響曲》的世界初演。1966年开始担任鞑靼斯坦共和国喀山管弦乐团首席指挥。此外还担任莫斯科广播交响乐团和列宁格勒交响乐团的客座指挥。
1979年6月28日在喀山去世。安葬于基辅的拜科夫公墓。